# Embaixada do Japão em Brasília
A Embaixada do Japão em Brasília (japonês: 在ブラジル日本国大使館) é a principal representação diplomática japonesa no Brasil. O atual embaixador é HAYASHI Teiji.
Está localizada na quadra SES 811, Lote 39, no Setor de Embaixadas Sul, na Asa Sul. O prédio mescla tradições arquitetônicas japonesas e arquitetura moderna. O vencedor do Pritzker de 1993, Fumihiko Maki, fez o projeto da chancelaria e da residência do embaixador.

## História
| |  |  |
| Em 1958, o príncipe japonês Takahito Mikasa visitou Brasília, acompanhado de Juscelino Kubitschek e do Embaixador do Japão. |  |  |

As relações diplomáticas entre Japão e Brasil começaram em 1895, com a assinatura do Tratado de Amizade, Comércio e Navegação. Com a abertura diplomática oficial em 1897, o caminho estava livre para o início da imigração japonesa para o Brasil, em 1908.
Assim como outros países, o Japão recebeu de graça um terreno no Setor de Embaixadas Sul na época da construção de Brasília, medida que visava a instalação mais rápida das representações estrangeiras na nova capital - nesse período, a cidade em obras recebeu Takahito Mikasa, príncipe do Japão, que estava em visita ao país.
As obras da embaixada definitiva, no entanto, demoraram mais uma década para sair do papel. O projeto do prédio dos escritórios foi feito em arquitetura vernacular japonesa pelo arquiteto Yoshimi Ohashi entre 1970 e 1972. Em 1976, o arquiteto Fumihiko Maki, que futuramente ganharia o Prêmio Pritzker, projetou a chancelaria e da residência do embaixador em estilo moderno.

## Serviços

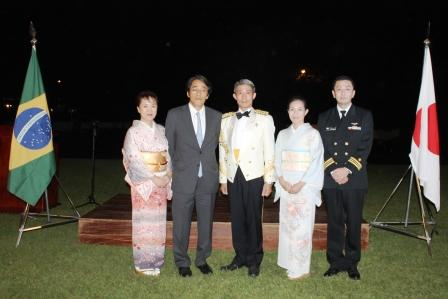
Uma cerimônia na embaixada

A embaixada realiza os serviços protocolares das representações estrangeiras, como o auxílio aos japoneses que moram no Brasil e aos visitantes vindos do Japão e também para os brasileiros que desejam visitar ou se mudar para o país asiático. Em 2016, a comunidade brasileira no Japão era calculada em cerca de 176 mil pessoas, com 110 mil tendo visto permanente, sendo o quarto maior destino de imigração brasileira em todo o mundo. Boa parte dos brasileiros no Japão são nikkei, descendentes de japoneses, que são cerca de dois milhões no Brasil, a maior comunidade de descendentes de japoneses fora do Japão.
A embaixada realiza os serviços consulares para os estados de Goiás e Tocantins e para o Distrito Federal, e além dela, o Japão conta com mais consulados no Rio de Janeiro, em São Paulo, em Belém, em Recife, em Curitiba e em Manaus, além de um Escritório Consular em Porto Alegre 
Outras ações que passam pela embaixada são as relações diplomáticas com o governo brasileiro nas áreas política, econômica, cultural e científica. O Japão é um dos principais parceiros do Brasil na Ásia, e os dois países fazem parte da Parceria Estratégica e Global, tem diversas parcerias a décadas na ciência, tecnologia e inovação, como no sistema de TV Digital brasileiro, que é baseado no japonês e exportado para outros países. O Japão é um dos maiores investidores no Brasil, com cerca de 20 bilhões de dólares em 2018, e o fluxo de exportações entre eles é de mais de oito bilhões de dólares. A Embaixada também realiza atividades culturais, como o Ciclo da Cultura Japonesa.